# La Neuville-lès-Bray
La Neuville-lès-Bray – miejscowość i gmina we Francji, w regionie Hauts-de-France, w departamencie Somma.
Według danych na rok 2011 gminę zamieszkiwało 270 osób, a gęstość zaludnienia wynosiła 67 osób/km² (wśród 2293 gmin Pikardii La Neuville-lès-Bray plasuje się na 783. miejscu pod względem liczby ludności, natomiast pod względem powierzchni na miejscu 963.).